# Ol'ga Aleksandrovna Sanfirova
Ol'ga Aleksandrovna Sanfirova (in russo Ольга Александровна Санфирова?; Samara, 2 maggio 1917, 19 aprile del calendario giuliano – Pultusk, 13 dicembre 1944) è stata un'aviatrice sovietica, caposquadriglia nel 46º Reggimento dell'Aviazione bombardamento notturno delle Guardie. Fu insignita postuma del titolo di Eroe dell'URSS.

## Biografia

### Primi anni e formazione
Nata a Samara in una famiglia della classe operaia di origine tartara, Ol'ga prese il cognome da sua madre, Aleksandra Konstantinovna Sanfirova. Il padre, Aleksandr Vasil'evič Vinogradov, era stato un operaio finché, dopo la Rivoluzione, non fu assunto nel personale civile dell'Armata Rossa. Nel 1932, per motivi di salute, fu smobilitato dall'esercito e con la famiglia - Ol'ga aveva terminato la settima classe - si trasferì a Novourgenč, nella RSS Uzbeka, dove ricoprì incarichi di tipo amministrativo.
Nel 1935 Ol'ga perse il padre e concluse la nona classe. Tornò quindi in Russia, a Kolomna, per prendere lezioni di volo. Qui, l'anno precedente, era stato fondato dai lavoratori dello stabilimento di ingegneria meccanica intitolato a Kujbyšev e che costruiva locomotive, un aeroclub, la cui attività principale consisteva nella formazione di piloti e paracadutisti, in vista della successiva ammissione alle scuole di volo dell'Aviazione militare dell'Armata Rossa e dell'Aviazione civile. Posti vacanti non ce n'erano e nell'attesa fu offerto a Ol'ga di lavorare nel laboratorio chimico della fabbrica di Kolomna. La ragazza accettò e durante il tempo libero dal lavoro si dedicò allo sport, in special modo al nuoto e al tiro, come membro del Komsomol. Fu una dei primi giovani ad aver ricevuto il distintivo del GTO, da poco istituito.
Dopo aver preso il brevetto di volo alla scuola dell'aeroclub, lavorò per il soccorso medico aereo e per il dipartimento dell'Aviazione a Mosca. Diplomatasi alla Scuola per piloti dell'Aviazione di Batajsk intitolata ad A. K. Serov nel 1940, fu istruttrice di volo nel 78º squadrone di addestramento dell'Aviazione civile della Siberia occidentale a Tatarsk.
Quando, nell'ottobre del 1941, i tedeschi si stavano avvicinando a Mosca e Marina Raskova aveva ottenuto il via libera per creare reggimenti femminili all'interno delle Forze aeree militari sovietiche, il Comitato centrale del Komsomol diffuse, prima a Mosca e poi a Saratov, un appello rivolto alle donne perché entrassero volontarie nell'Armata Rossa. Ol'ga, a dicembre del 1941, si arruolò, per essere poi inviata presso la Scuola per piloti di Engels, dove in poco più di due mesi fu addestrata all'uso dei veicoli aerei in battaglia e, il 5 febbraio 1942, assegnata al 588º Reggimento dell'Aviazione bombardamento leggero notturno. Al contempo s'iscrisse al PCUS.

### Carriera militare e morte
Il 588º Reggimento lasciò la base di addestramento di Engels il 23 maggio 1942 per raggiungere l'area storico-geografica del Donbass, tra Russia e Ucraina, come parte della 218ª Divisione della 4ª Armata. In precedenza il Polikarpov Po-2 pilotato da Ol'ga, assistita dalla navigatrice Zoja Parfënova, mentre era in corso un volo di addestramento, aveva toccato i cavi dell'alta tensione ed era andato distrutto. Il tribunale di Engels aveva condannato Sanfirova a dieci anni di prigione per la perdita del veicolo, ma la pena era stata in poco tempo annullata a seguito di una lettera del comando del reggimento alla direzione della Scuola di Engels in cui si chiedeva di intercedere a favore di Ol'ga, affinché le fosse consentito di riparare al suo errore combattendo il nemico.
Così a luglio Ol'ga poté tornare al Reggimento, che era di stanza a Ol'ginskaja, dove le fu affiancata una nuova navigatrice, Rufina Gaševa, con la quale avrebbe volato per i successivi tre anni. Il reggimento si spostò sul fronte transcaucasico, con base fino a dicembre ad Assinovskaja, a ovest di Groznyj. In questo periodo era in atto la battaglia del Caucaso, difensiva da luglio a dicembre 1942 e offensiva dall'inizio del nuovo anno. Il 588º, in considerazione dei meriti in battaglia, l'8 febbraio 1943 fu rinominato 46º Reggimento dell'Aviazione delle Guardie da bombardamento notturno e spostato a Ivanovskaja. Il 27 aprile Ol'ga fu decorata con l'Ordine della Bandiera rossa per le missioni in difesa dei valichi di accesso alla parte centrale della catena principale del Caucaso, e per l'operazione offensiva nell'area di Krasnodar. Fu anche promossa al grado di sottotenente della Guardia.
Il 1º maggio l'aereo di Sanfirova e Gaševa fu colpito nella provincia di Krymsk; Ol'ga riuscì a farlo atterrare, ma erano in territorio nemico. Fortunatamente il gracidare delle rane le condusse in un'area paludosa e densa di canneti, dove poterono trovare un efficace riparo dai tedeschi. Il 2 era il compleanno di Ol'ga e la sua navigatrice, per l'occasione, le diede ciò che aveva: quattro semi di girasole. Dopo aver camminato per due notti ed essere rimaste nascoste per due giorni, all'alba del 3 raggiunsero le postazioni dell'artiglieria sovietica, dove furono rifocillate e ricondotte al loro reggimento, per tornare in missione la notte successiva.
In agosto Sanfirova fu promossa tenente e nominata capo squadriglia. A settembre raggiunse Peresyp, nel distretto di Odessa, nuova base del reggimento. Il 22 ottobre ricevette l'Ordine della Guerra patriottica di I classe per le missioni compiute sui cieli del Kuban' lungo le fortificazioni tedesche note come Linea blu, che si estendevano tra il Mar d'Azov e Novorossijsk, e la successiva liberazione, il 16 settembre, della stessa città portuale e della penisola di Taman', fase conclusiva della battaglia del Caucaso, nota come Operazione Novorossijsk-Taman'. Il 10 settembre il reggimento ricevette il titolo onorifico di Taman', per aver contribuito alla riconquista della penisola.
Il 26 aprile 1944 a Ol'ga, che era stata promossa al grado di primo tenente, fu assegnato l'Ordine di Aleksandr Nevskij per i ripetuti voli nell'ambito dell'Operazione Kerč'-Ėl'tigen. Intanto il reggimento veniva aggregato alla 325º Divisione aerea bombardamento notturno e iniziava l'offensiva finale in Crimea.
Il 20 ottobre 1944 le fu conferita la medaglia per la difesa del Caucaso, che fu data a tutti i partecipanti alla campagna. Dopo la liberazione di Kerč'', avvenuta l'11 aprile, e di Sebastopoli, ai primi di maggio, il 46º volò in Bielorussia e a luglio era in Polonia.
Il 13 dicembre Sanfirova e Gaševa, durante la terza sortita della notte, dopo aver bombardato la stazione di Nasielsk e in fase di rientro sorvolando il fiume Narew, si avvidero che il serbatoio del carburante era stato colpito e l'ala destra del Po-2 era in fiamme. Il fuoco si propagava velocemente e Ol'ga diede ordine alla sua navigatrice di lanciarsi col paracadute. Era la prima volta che accadeva da quando i veicoli del reggimento ne erano stati dotati. I paracaduti si aprirono regolarmente e le due aviatrici atterrarono a distanza di circa ottocento metri l'una dall'altra, in territorio nemico. Mentre Gaševa riuscì a raggiungere incolume i soldati dell'Armata Rossa, Sanfirova inciampò su una mina che le tranciò le gambe. Pur gravemente ferita, provò a strisciare sul ventre nel disperato tentativo di raggiungere la linea del fronte, ma una seconda mina l'uccise. All'alba i suoi resti furono recuperati da un geniere, e sepolti con tutti gli onori militari in una fossa comune nella città bielorussa di Hrodna.
Pochi giorni prima, il 30 novembre, la comandante Evdokija Beršanskaja aveva scritto una nota su di lei in cui elogiava la capacità di Sanfirova di volare con tutte le condizioni atmosferiche, di giorno e di notte, nonché di saper trasmettere ai piloti più giovani la propria grande esperienza di volo. Ol'ga era una «comandante disciplinata, matura ed efficiente». Aveva fatto personalmente 630 sortite per un totale di 2503 ore di volo e ben 875 di attacco aereo. Aveva sganciato 77 tonnellate di bombe e distrutto un deposito di munizioni, due plotoni, due mezzi per l'attraversamento dei fiumi, cinque veicoli, tre trincee per mitragliatrici, un proiettore da ricerca. Aveva inoltre lanciato 700.000 volantini diretti ai soldati tedeschi e 26 sacchi di munizioni e viveri per le truppe sovietiche assediate nella zona di Ėl'tigen a Kerč'.
Con decreto del Soviet Supremo dell'Unione Sovietica, firmato il 23 febbraio 1945, a Sanfirova, che aveva il grado di capitano della Guardia, fu assegnato il titolo di Eroe dell'Unione Sovietica per «l'adempimento esemplare delle missioni tattiche ordinate sul fronte di combattimento contro gli invasori tedeschi, per il coraggio e l'eroismo a un tempo manifestati». Il riconoscimento fu concesso per la difesa di Novorossijsk (agosto-settembre 1942) e la successiva offensiva di Novorossijsk-Taman' (settembre-ottobre 1943); l'Offensiva per la riconquista della Crimea (aprile-maggio 1944); l'Offensiva in Bielorussia (giugno-agosto 1944), che portò alla liberazione del Paese e all'ingresso dei sovietici in Polonia.

## Memoria
- La fossa comune nella quale è sepolta Ol'ga Sanfirova si trova nel parco botanico di Hrodna intitolato a Jean-Emmanuel Gilibert e ospita una cinquantina di persone, di cui circa quaranta erano ufficiali dell'Armata Rossa. Autore del monumento è lo scultore Igor Semenov. L'opera fu inaugurata il 1º maggio 1949 e constava, a causa della scarsa disponibilità finanziaria, di un piedistallo con gradini e targa commemorativa, e di un obelisco di dieci metri, entrambi in cemento, sul quale poggia la statua in gesso di un soldato sovietico in lutto e con la bandiera a mezz'asta. Nel 1984 il monumento fu ammodernato secondo il piano originale di Semenov. Sull'obelisco - come pure il piedistallo - ricoperto di granito, è stata collocata una stella a cinque punte, mentre la statua del soldato è stata rivestita di rame. Infine, alla base del monumento, è stata accesa la fiamma eterna.[32]

- Fu grazie all'insistenza e alla raccolta fondi della concittadina e collega nel Reggimento, Marija Ivanovna Runt (1912-1991), che O'ga Sanfirova poté avere a Samara un monumento a lei dedicato che ne perpetuasse la memoria. L'opera, inaugurata l'8 maggio 1985 alla vigilia del 40º anniversario della vittoria, è stata realizzata in acciaio inossidabile dall'architetto Jurij Musatov e dallo scultore Anatolij Golovin. Su un basso piedistallo, due ali d'uccello protendono verso l'alto e tra esse s'incastrano il busto e le braccia di Ol'ga. I capelli e la parte estrema del busto mutano gradualmente in correnti d'aria, raffigurate come lamine affusolate per creare l'impressione della velocità del volo in picchiata. Ol'ga infatti assume la fisionomia del suo aereo, con le braccia come ali, una piegata all'indietro a rappresentare l'imminente caduta del veicolo colpito dal fuoco nemico. L'iscrizione sulla targa commemorativa recita: "A Ol'ga Sanfirova, eroe dell'Unione Sovietica, comandante del 2º squadrone del Reggimento dell'aviazione delle Guardie Taman', in onore della sua impresa nella Grande Guerra Patriottica".[33]

- A Kolomna, lungo il Viale della Memoria dedicato agli Eroi dell'URSS, creato all'interno del Parco commemorativo sito nel centro della città, c'è tra gli altri anche il busto di Ol'ga Sanfirova.[34]
 Sempre a Kolomna, sul muro dell'aeroclub al № 222 di via della Rivoluzione d'ottobre, oggi intitolato al pilota sovietico Michail Vodop'janov, c'è una targa in cui la sua storia è ricordata attraverso i nomi di Sanfirova e degli altri eroi dell'URSS che lo frequentarono.[5]

- A Samara e a Hrodna, due strade sono state intitolate a Ol'ga Sanfirova.[5]